# Eduard von Zambaur
Eduard Karl Max Ritter von Zambaur (Podgórze, 11 maggio 1866 – Graz, 10 ottobre 1947) è stato un orientalista, numismatico e ufficiale austriaco.

## Biografia
Dopo la scuola secondaria inferiore militare a Güns e la scuole secondaria superiore militare a Mährisch-Weißkirchen, frequentò dal 1880 al 1883 la Accademia militare Teresiana a Wiener Neustadt. Nel 1886 fu nominato Leutnant (tenente) e nel 1890 Oberleutnant (Primo tenente). Dal 1890 al 1893 fu insegnante alla scuola cadetti a Vienna, dal 1897 all'Accademia teresiana e nel 1913 fu impiegato come insegnante alla scuola militare a Marburg an der Drau. 
Accanto alla sua attività militare frequentò negli anni 1890–1892 e 1893–1895 la k.k. Akademie für Orientalische Sprachen (Accademia imperial regia per le lingue orientali) a Vienna, dove imparò arabo, turco e persiano. 
Durante la prima guerra mondiale fu il rappresentante militare austriaco a Costantinopoli e nel 1917 fu promosso al grado di Oberst (colonnello). 
Nel 1919 fu posto a riposo. Dal 1920 al 1925 fu responsabile del servizio traduzioni presso la commissione interalleata per le riparazioni, sezione Austria.
Gli interessi di von Zambaur non si limitarono alle lingue orientali, ma furono anche la storia e soprattutto le monete dei popoli islamici. In questo settore divenne un'autorità. Per i suoi meriti nella numismatica islamica gli fu assegnata, nel 1928 la Archer M. Huntington Medal e nel 1947 la Medaglia della Royal Numismatic Society.

## Pubblicazioni
- Manuel de généalogie et de chronologie pour l'histoire de l'Islam, Hannover 1927
- Die Münzprägungen des Islams. Zeitlich und örtlich geordnet. 1. vol.: Der Westen und Osten bis zum Indus mit synoptischen Tabellen, a cura di von Peter Jäckel, Wiesbaden 1968